# Srđan Vuksanović
Srđan Vuksanović (Novi Sad, 5 luglio 1992) è un pallanuotista serbo, difensore della Dinamo Astrachan', vincitore di una World Cup e di una World League con la calottina della propria nazionale. Nel 2020 ha gareggiato ai giochi olimpici di Tokyo con la nazionale del Kazakistan. Dal 2021 indossa la calottina del Sabac.

## Palmarès

### Club
- Coppa di Serbia: 1

Radnički: 2014-15

### Nazionale
- World Cup: 1

Almaty 2014
- World League: 1

Dubai 2014